# Dance of Death
Dance of Death é o décimo terceiro álbum de estúdio da banda britânica de heavy metal Iron Maiden. Lançado em 8 de setembro de 2003, alcançou a segunda posição entre os mais vendidos do Reino Unido. Trata-se de um trabalho de estúdio que conta com onze músicas. É o segundo álbum com a formação em sexteto, e possui a primeira e única faixa de estúdio co-escrita pelo baterista Nicko McBrain, "New Frontier". O nome do álbum vem da alegoria da Danse Macabre, a respeito da universalidade da morte.
A capa do álbum foi produzida por David Patchett (conhecido pelas capas da banda Cathedral). Patchett inicialmente desenhou o Eddie-ceifador e os monges que o cercam, mas o empresário Rod Smallwood achou a arte vazia, e então pediu a um artista digital criar as figuras dançantes que o cercam. Smallwood então encaminhou para Patchett trabalhar nas texturas - e ele o fez, mas ficou insatisfeito e pediu para não ser creditado.

## Temas das canções
- "Montségur" foi baseada no massacre dos cátaros no Castelo de Montségur em 1244.
- "Dance of Death" é inspirada no filme O Sétimo Selo.
- "New Frontier" é a primeira composição de Nicko McBrain, e é inspirada em clonagem e engenharia genética.
- "Paschendale" é inspirada na Batalha de Paschendale durante a Primeira Guerra Mundial.
- "Journeyman" é a primeira e única faixa completamente acústica da banda. Uma versão elétrica aparece no EP "No More Lies".
- "Face In The Sand" - Foi a primeira música gravada por Nicko McBrain utilizando pedal duplo de bateria.

## Recepção
| Críticas profissionais | Críticas profissionais |
| Avaliações da crítica  | Avaliações da crítica  |
| Fonte                  | Avaliação              |
| ---------------------- | ---------------------- |
| AllMusic               | [ 1 ]                  |
| BBC Music              | favorável              |
| BW&BK                  | 7.5/10                 |
| Exclaim!               | favorável              |
| Kerrang!               | 5/5                    |
| PopMatters             | favorável              |
| Sputnikmusic           | 4.0/5                  |

As análises para o álbum foram majoritariamente positivas, com a Kerrang! descrevendo-o como "estupendo material e prova concreta que o Maiden é eletrizante e importante como eles vem sendo há muito tempo".  O Sputnikmusic  também elogiou o álbum, dando menção especial a "Paschendale", descrita como "facilmente, a obra-prima do Maiden". Embora julgando as três primeiras canções como "refrescantes, mas não memoráveis", o Allmusic descreveu Dance of Death como "um triunfante retorno à boa forma das lendas do heavy metal".
Apesar de criticar o disco por sua duração e por não "corresponder a qualidade" de seu predecessor, Brave New World, o PopMatters elogiou a banda por ser hábil a "ainda ultrapassar com facilidade a maioria das jovens bandas de nu metal de hoje em dia".

## Faixas
| N.º            | Título              | Compositor(es)                       | Duração |  |
| 1.             | "Wildest Dreams"    | Adrian Smith, Steve Harris           | 3:52    |  |
| 2.             | "Rainmaker"         | Dave Murray, Harris, Bruce Dickinson | 3:48    |  |
| 3.             | "No More Lies"      | Harris                               | 7:21    |  |
| 4.             | "Montsegur"         | Janick Gers, Harris, Dickinson       | 5:50    |  |
| 5.             | "Dance Of Death"    | Gers, Harris                         | 8:36    |  |
| 6.             | "Gates Of Tomorrow" | Gers, Harris, Dickinson              | 5:12    |  |
| 7.             | "New Frontier"      | Nicko McBrain, Smith, Dickinson      | 5:04    |  |
| 8.             | "Paschendale"       | Smith, Harris                        | 8:28    |  |
| 9.             | "Face In The Sand"  | Smith, Harris, Dickinson             | 6:31    |  |
| 10.            | "Age Of Innocence"  | Murray, Harris                       | 6:10    |  |
| 11.            | "Journeyman"        | Smith, Harris, Dickinson             | 7:06    |  |
| Duração total: | Duração total:      | Duração total:                       | 67:59   |  |

## Integrantes
- Bruce Dickinson – voz
- Dave Murray – guitarra
- Adrian Smith – guitarra e segunda voz
- Janick Gers – guitarra
- Steve Harris – baixo, teclado e segunda voz
- Nicko McBrain – bateria